# فقدان عضو

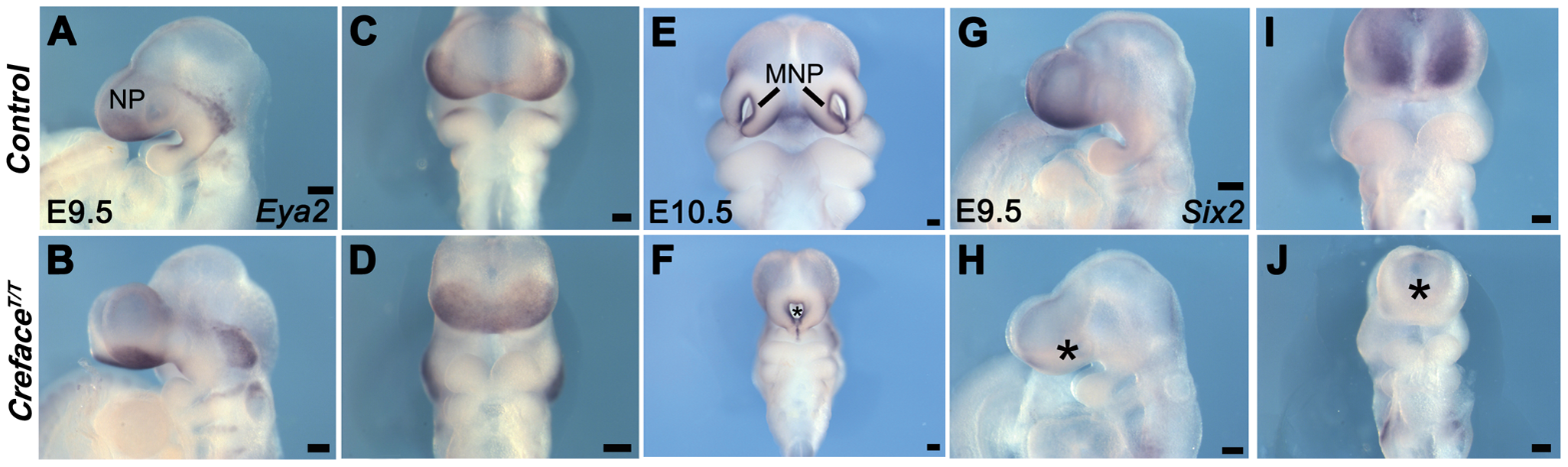
نقص هایی در بینی و پیشانی جنین ها در تصویر نشان داده شده است

در پزشکی به عدم رشد یک عضو در طول رشد و نمو جنینی به دلیل عدم وجود بافت اولیه فُقدانِ عُضو، عدم تشکیل عضو یا آژنزی (به انگلیسی: agenesis) می‌گویند.

## علل و پیش آگهی
با توجه به تنوع اندام‌ها علل و پیش‌آگهی انواع فقدان عضو بسیار متفاوت است مثلاً فقدان شش (اگر دوطرفه باشد) مرگ‌آور است، فقدان تیروئید موجب کرتینیسم می‌شود و فقدان تخمدان ناشی از سندرم ترنر موجب ناباروری می‌شود. نبود کلیه و فقدان جسم پینه‌ای نیز از انواع آژنزی هستند. درمان فقدان عضو متناسب با اندام غایب متفاوت است.

## انواع
بسته به اندام آسیب دیده، بسیاری از اشکال فقدان عضو با نام‌های فردی نامیده می‌شوند:
- فقدان جسم پینه‌ای
- فقدان کلیه - آژنزی دوطرفه کلیه مرگ‌آور است ولی آژنزی یک‌طرفه آن بی‌خطر است.
- عدم رشد دست و پا - آملیا هم نامیده می‌شود.
- بی‌آلتی - فقدان رشد آلت جنسی مردانه
- فقدان عضو مولری - عدم تشکیل بخش‌هایی از رحم و مهبل
- فقدان کیسه صفرا - فرد ممکن است متوجه نشود که این بیماری را دارد مگر اینکه تحت عمل جراحی یا تصویربرداری پزشکی قرار گیرد، زیرا کیسه صفرا نه از بیرون قابل مشاهده است و نه ضروری است.

## نبود چشم
آژنزیس چشم یک وضعیت پزشکی است که در آن افراد بدون چشم متولد می‌شوند.

## فقدان‌های دندانی و دهانی
- بی‌دندانی یا آنودنتیا، عدم وجود تمام دندان‌های شیری یا دائمی.
- بی‌زبانی یا آگلوسیا، عدم وجود زبان.
- بی‌آروارگی یا آگناتیا، عدم وجود فک.
- فقدان دندان عقل - اکثر انسان‌های بالغ دارای سه دندان آسیاب هستند (در هر سمت چپ/راست بالا/پایین)، که سومین دندان به عنوان دندان عقل شناخته می‌شود. اما بسیاری از مردم دندان عقل ندارند. به وجود آمدن دندان عقل یک وضعیت طبیعی است که می‌تواند به‌طور گسترده‌ای بر اساس جمعیت متفاوت باشد، از تقریباً صفر در بومیان تاسمانی تا تقریباً ۱۰۰٪ در بومیان مکزیک.[۱]

## نبود گوش
بی‌گوشی یک وضعیت پزشکی است که در آن افراد بدون گوش متولد می‌شوند. از آنجایی که گوش‌های میانی و درونی برای شنوایی ضروری هستند، افرادی که دچار بی‌گوشی کامل، کاملاً ناشنوا هستند. بی‌گوشی جزئی که فقط قسمت‌های قابل مشاهده گوش بیرونی را تحت تأثیر قرار می‌دهد، کوچکی لاله گوش (میکروتیا) نامیده می‌شود. این حالت معمولاً باعث ایجاد نگرانی‌های زیبایی و احتمالاً اختلال شنوایی در صورت مسدود شدن دهانه مجرای گوش می‌شود، اما ناشنوایی ایجاد نمی‌کند.